# Nyctibora confusa
Nyctibora confusa är en kackerlacksart som beskrevs av Giglio-Tos 1897. Nyctibora confusa ingår i släktet Nyctibora och familjen småkackerlackor. Inga underarter finns listade i Catalogue of Life.